# Eugenie Schumann
Eugenie Schumann (* 1. Dezember 1851 in Düsseldorf; † 25. September 1938 in Bern) war eine deutsche Pianistin, Klavierpädagogin und Autorin.

## Leben

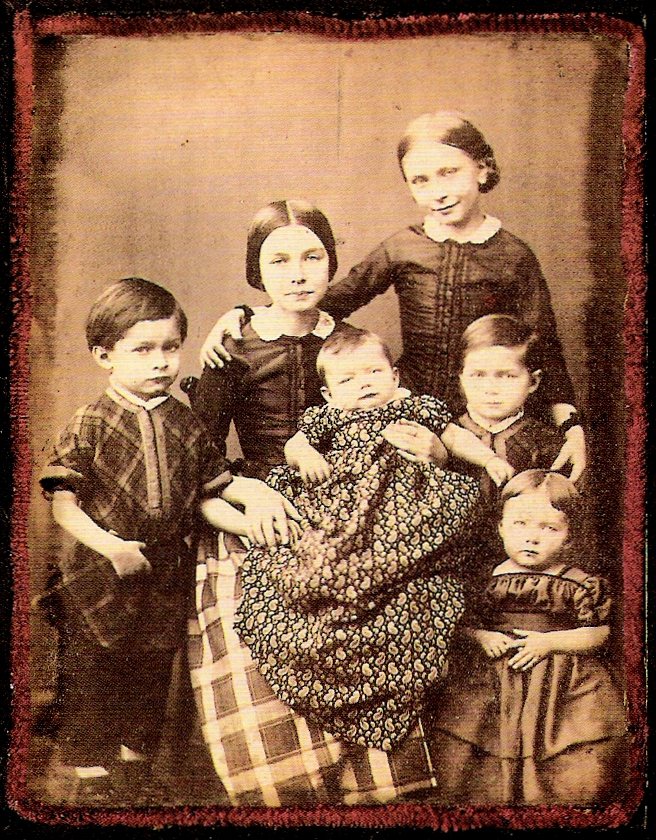
Die Kinder der Schumanns 1854. Von links: Ludwig, Marie, Felix, Elise, Ferdinand und Eugenie.

Eugenie ist das siebte von acht Kindern und die jüngste Tochter von Robert und Clara Schumann. Sie studierte Klavier bei ihrer Mutter sowie ab 1869 bei Ernst Rudorff an der neu gegründeten Königlichen Hochschule für Musik in Berlin und ebenda Gesang u. a. bei Julius Stockhausen 1873/74. Sie stand künstlerisch zeitlebens im Schatten ihrer Mutter. Dennoch ermöglichte Clara Schumann ihr als einzigem Kind ein „offizielles Musikstudium“.
An der Königlichen Hochschule für Musik in Berlin lernte Eugenie Schumann die Sängerin Marie Fillunger, genannt „Fillu“, kennen, die ihre Lebensgefährtin wurde. 1878 zog Eugenie Schumann zusammen mit ihrer Mutter und Schwester Marie (1841–1929) von Berlin nach Frankfurt am Main, wo Clara Schumann in den folgenden Jahren als Klavierlehrerin am Hoch’schen Konservatorium unterrichtete. Eugenie und Marie Schumann lehrten dort als Assistenz-Lehrerinnen ihrer Mutter. 1888 kam es zu einem Bruch zwischen Marie Fillunger, die seit 1882 im Schumann’schen Hause wohnte, und Clara Schumann. Im Januar 1889 zog Marie Fillunger aus und übersiedelte nach London. Eugenie Schumann zog 1892 zu ihr nach London und wirkte dort als Klavierlehrerin.
1918 verließ sie England, um ihre Schwester Marie, die seit 1897 in Interlaken in der Schweiz lebte, zu unterstützen. 1925 veröffentlichte sie ihre Autobiographie Erinnerungen und 1931 eine viel beachtete Biografie über ihre Familie, die in mehrere Sprachen übersetzt wurde.
1938 wurde Eugenie Schumann neben Marie Fillunger auf dem Gsteig-Friedhof in Wilderswil bei Interlaken bestattet.

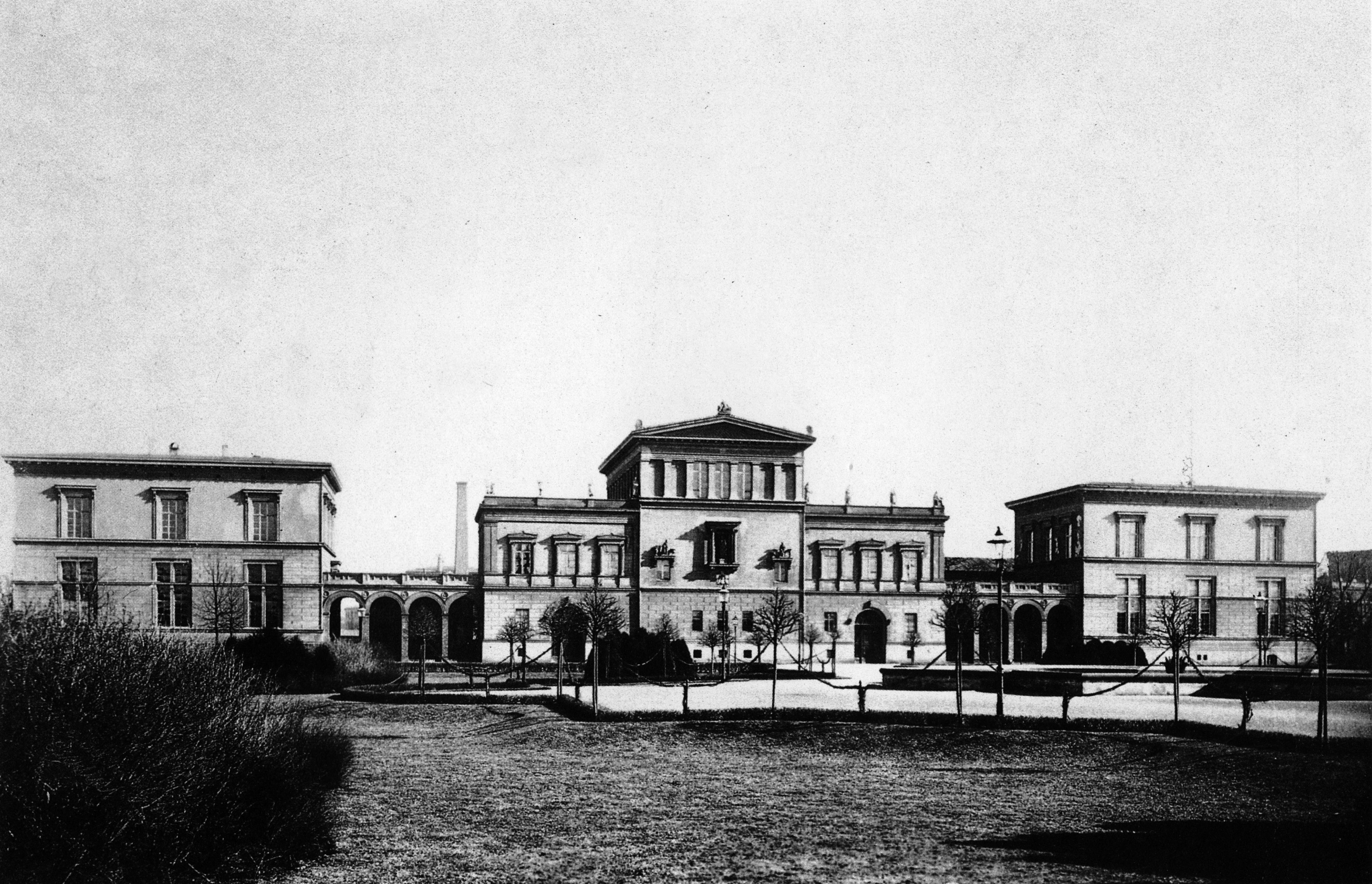
Palais Raczyński am Königsplatz 1 (1876), heute steht dort das Reichstagsgebäude, von 1869 bis 1883 befand sich im südlichen Pavillon die Königliche Hochschule für Musik

## Schriften
- Eugenie Schumann: Erinnerungen. J. Engelhorns Nachfahren, Stuttgart 1925. Neuausgabe mit Gedichten von Felix Schumann und einem Nachwort von Eva Weissweiler als: Claras Kinder. Dittrich, Köln 1995, ISBN 3-920862-05-8.
- Eugenie Schumann: Robert Schumann. Ein Lebensbild meines Vaters. Koehler & Amelang, Leipzig 1931.
- Eugenie Schumann: The Schumanns and Johannes Brahms; the memoirs of Eugenie Schumann. New York 1927
- Clara Schumann im Briefwechsel mit Eugenie Schumann, Band 1: 1857–1888, hrsg. von Christina Siegfried (= Schumann-Briefedition, Serie I, Band 8). Dohr, Köln 2013, ISBN 978-3-86846-010-0.
- Clara Schumann im Briefwechsel mit Eugenie Schumann, Band 2: 1889–1896, hrsg. von Christina Siegfried (= Schumann-Briefedition, Serie I, Band 8). Dohr, Köln 2017, ISBN 978-3-86846-011-7.